# Mariette Duval
Pour les articles homonymes, voir Duval.
Mariette Duval est une actrice québécoise née le 4 février 1927 à Trois-Rivières et morte à Montréal le 17 septembre 2004. 

## Biographie
Mariette Duval est surtout connue pour ses rôles dans des téléromans québécois des années 1960 jusqu'au début des années 1990. On l'a notamment vue dans La Pension Velder, De 9 à 5, La Petite Patrie et, plus récemment, dans Chop Suey.
Elle avait fondé un des premiers théâtres d'été au Québec : le Théâtre des Marguerites de Trois-Rivières, en 1967, avec son mari, le comédien Georges Carrère.
Mariette Duval est décédée d'un cancer en septembre 2004, à l'âge de 77 ans.

## Cinéma et télévision
- 1957 - 1961 : La Pension Velder (série télévisée)
- 1959 : Il était une guerre
- 1960 : Walk Down Any Street
- 1963 - 1966 : De 9 à 5 (série télévisée)
- 1968 : Le Paradis terrestre (série télévisée) .... Brigitte Lalonde
- 1968 : The Waterdevil
- 1974 : Par une belle nuit d'hiver
- 1974 - 1976 : La Petite Patrie (série télévisée) .... Madame Laramée
- 1975 : Y'a pas de problème (série télévisée) .... Viviane
- 1977 : J.A. Martin photographe
- 1979 - 1982 : Les Brillant : Aglaé Gamache
- 1986 - 1994 : Chop Suey : Agathe Potvin